# 小小的愿望
《小小的愿望》（英語：The Last Wish），是一部于2019年上映的中國喜剧电影。改编自2016年韩国电影《伟大的愿望》。由彭昱畅、王大陆、魏大勋领衔主演，2019年9月12日于中国大陆上映。

## 演员列表

### 主要演员
| 演员姓名 | 角色名称 | 介绍                                       |
| 彭昱畅   | 高远     | 一位身懷絕症的少年                         |
| 王大陆   | 徐浩     | 高远和张正阳的死黨，努力完成好友高远的願望 |
| 魏大勋   | 张正阳   | 高远和徐浩的死黨，是一位很有義氣的富二代   |

### 其他演员
| 演员姓名 | 角色名称   | 介绍 |
| 曾梦雪   |            |      |
| 岳旸     | 高遠父親   |      |
| 贾冰     | 張正陽父親 |      |